# Смертний ворог
«Смертний ворог» (рос. «Смертный враг») — радянський фільм режисера  Євгена Матвєєва 1971 року за мотивами «Донських оповідань» М. О. Шолохова.

## Сюжет
Радянська влада тільки встановилася на Дону, а в першій комуні вже вибухнув конфлікт: дружина керівника комуни Арсенія Клюквіна повіривши обіцянкам білого офіцера закохалася і пішла до нього з дитиною жити. Вона не бажає приховувати своїх почуттів, але не витримавши жорстоких відносин білого офіцера — повертається назад до більшовика.

## У ролях
- Євген Матвєєв — Арсеній Андрійович Клюквін, голова селищного колективу
- Жанна Прохоренко — Анна Сергіївна Ящурова
- Станіслав Чекан — Гнат Михайлович Ящуров, кулак
- Олександр Лазарев — Олександр Гнатович Ящуров, чоловік Анни
- Георгій Віцин — Єгор
- Петро Глєбов — Влас Тимофійович, мірошник
- Світлана Коновалова — Ящуриха
- Наталія Ричагова — Дуняша Птіцина
- Валентина Владимирова — Параска
- Майя Булгакова — Євдоха
- Борис Юрченко — Федот
- Олексій Інжеватов — Митроха
- Степан Крилов — секретар осередку
- Володимир Піцек — Петрович
- Сергій Сизов — Гришутка
- Микола Бармін — кулак
- Валентин Брилєєв — товариш з центру
- Зоя Василькова — дружина Власа
- Валеріан Виноградов — кулак
- Марія Виноградова — біженка
- Лідія Драновський — біженка
- Іван Жеваго — кулак
- Геннадій Крашенинников — селянин, який набирає комуну
- Петро Кірюткін — дідусь Пилип
- Марія Кремнєва — кулачка
- Володимир Носик — чорнявий комсомолець
- Галина Самохіна — біженка
- Данута Столярская — кулачка
- Зоя Толбузіна — селянка
- Віктор Уральський — голодуючий
- Клавдія Хабарова — кулачка
- Олександра Харитонова — селянка

## Знімальна група
- Режисер — Євген Матвєєв
- Сценаристи — Арнольд Вітоль, Євген Матвєєв
- Оператор — Еміль Гулідов
- Композитор — Микола Будашкин
- Художники — Валерій Філіппов, Володимир Філіппов